# Achaearanea chiricahua
Achaearanea chiricahua är en spindelart som beskrevs av Levi 1955. Achaearanea chiricahua ingår i släktet Achaearanea och familjen klotspindlar. Inga underarter finns listade i Catalogue of Life.